# Passalora verbeniphila
Passalora verbeniphila är en svampart som först beskrevs av Speg., och fick sitt nu gällande namn av Crous & U. Braun 1996. Passalora verbeniphila ingår i släktet Passalora och familjen Mycosphaerellaceae.   Inga underarter finns listade i Catalogue of Life.